# Cameraria eppelsheimii
Cameraria eppelsheimii là một loài bướm đêm thuộc họ Gracillariidae. Nó được tìm thấy ở Hoa Kỳ (Texas).
Ấu trùng ăn Carya. Chúng ăn lá nơi chúng làm tổ.Tổ có dạng đốm nằm ở mặt trên của lá.